# Luke Thomas Herr
Luke Thomas Herr (* 18. Juli 1994 in Three Hills) ist ein kanadischer Volleyballspieler.

## Karriere
Herr begann seine Karriere an der John Taylor Collegiate Highschool in Winnipeg. 2012 begann er sein Studium an der University of Manitoba und spielte im Universitätsteam Bisons. 2017 wurde der Zuspieler vom deutschen Bundesligisten Netzhoppers Königs Wusterhausen verpflichtet.